# Seznam ukrajinskih kardinalov
Seznam ukrajinskih kardinalov.

## B
- Mykola Byčok/Mikola Bičok (1980) (Avstralija)

## H
- Lubomir Guzar/Husar (1933–2017)

## J
- Marian Franciszek Jaworski (1926–2020)

## L
- Mihajlo Levicki (1774–1858)
- Miroslav Ivan Lubačivski (1914–2000)

## S
- Silvester Sembratovič (1836–1898)
- Josif Slipij (1892–1984)